# Ібн Асакір
Ібн Асакір ( араб. ابن عساكر, трансліт. Ibn ‘Asākir ; 1105–1175) сунітський ісламський богослов і історик, учень суфійського містика Абу аль-Наджіба Сухраварді. 

## Ім'я
Його повним ім'ям було Алі ібн аль-Хасан ібн Гібатуллаг ібн Абдаллаг, Тікат ад-Дін, Абу аль-Касім, також відомий як Ібн Асакір аль-Дімашкі аль-Шафі`і аль-Аш`арі (الحمافلظرخمافظر عرحمافظر الحمافلظ بن الحسن بن ھبۃ اللہ بن عبداللہ بن الحسین الدمشقی الشافعی).

## Біографія
Народився в Дамаску, під час правління атабека Токтекіна. Ібн Асакір отримав освіту, яка  личить представнику шляхетної сім'ї.  До 1120 року він відвідував лекції аль-Суламі в медресе імама Шафіі, який був побудований атабеком Гумуштегіном.  Після смерті батька він відправився до Багдаду і здійснив в хадж у 1127 році. Він повернувся до Багдада, щоб послухати лекції в Незамійі від Абу ль-Хасана аль-Ансарі (учня аль-Газалі) та лекції з хадисів Абі Саліха аль-Карамані та Ібн аль-Хусайна Абу ль-Касіма. 
В 1132 року Ібн Асакір повернувся в Дамаск і того ж року одружився. Громадські заворушення змусили його залишити Дамаск і відправитися до Ісфахану, а потім до Мерву, де він зустрів Абу Саада Абд аль-Карім ас-Самані. З аль-Самані він подорожує до Нішапура і Герата і в 1139 році він знов відвідав Багдад, повертаючись до Дамаску. Протягом своєї подорожі він зібрав численні хадиси і став хафізом. 
Під патронатом Нур ад-Діна Зангі Ібн Асакір написав Таріх Дімашк . У 1170 році Нур ад-Дін побудував медресе Дар аль-Хадіс для Ібн Асакіра.
Ібн Асакір навчався у 80 жінок-мусульманських учених.

## Дивіться також
- Бібліотека Аль-Загірії